# 21817 Інлін
21817 Інлін (21817 Yingling) — астероїд головного поясу, відкритий 4 жовтня 1999 року.
Тіссеранів параметр щодо Юпітера — 3,361.
Названо на честь призера конкурсу Intel International Science and Engineering Fair Челсі Енн Інлін англ. Chelsey Ann Yingling, яка 2005 року зайняла друге місце.